# Margaritas, Jalisco
Margaritas är en ort i Mexiko.   Den ligger i kommunen Atotonilco el Alto och delstaten Jalisco, i den centrala delen av landet, 400 km väster om huvudstaden Mexico City. Margaritas ligger 1 548 meter över havet och antalet invånare är 2 108.
Terrängen runt Margaritas är platt åt sydost, men åt nordväst är den kuperad. Runt Margaritas är det ganska tätbefolkat, med 108 invånare per kvadratkilometer. Närmaste större samhälle är Atotonilco el Alto, 11,5 km norr om Margaritas. Trakten runt Margaritas består till största delen av jordbruksmark.